# Rostás Oszkár
Rostás Oszkár, 1945-ig Rosenbaum (Budapest, Józsefváros, 1899. június 25. – Budapest, 1968. november 6.) orvos, biztosítóintézeti igazgató.

## Élete
Rosenbaum Gyula (1872–1940) pálinkamérő, villamosvasúti kalauz és Schlesinger Tini (1877–1962) szabónő fia. Orvosi tanulmányait a Budapesti Tudományegyetemen kezdte. A Tanácsköztársaság idején a Kommunista Ifjúmunkások Magyarországi Szövetségének tagja volt, ezért el kellett hagynia az országot, és az egyetemet Bécsben fejezte be. 1926-ban szerzett oklevelet.
Közben az Osztrák Szocialista Diákegyesület magyar csoportjának, majd 1926-tól a Magyar Szocialista Orvosok Egyesületének vezetőségi tagja volt. Ez utóbbi az első kommunista orvosszervezkedésnek tekinthető. 1938-ban Párizsba emigrált, ahol kórházi orvosként a spanyol polgárháborúból hazatérőknek nyújtott segítséget. A német megszállás alatt a drancyi gyűjtőtáborba került, ahonnan 1943-ban szabadult. 
Ezt követően visszatért Magyarországra, és részt vett a második világháború utáni újjáépítésben. 1945-től az Országos Társadalombiztosító Intézet (OTI) aligazgatója, majd igazgató-főorvosa, 1945 és 1951 között az üzemi orvosi szakcsoport ügyvezető elnöke volt. 1950-ben a Kossuth-díj jelölőbizottság tagjává választották. 1951–54-ben a Népjóléti, illetve Egészségügyi Minisztériumban főosztályvezető, 1954–56-ban az Országos Munkaegészségügyi Intézet igazgató-helyettese, 1957-től 1968-ig, haláláig az Egészségügyi Minisztérium titkárságának vezetője volt. Főleg a munkaegészségügy szervezési problémáival foglalkozott. Halálát érelmeszesedés okozta.
A Kozma utcai izraelita temetőben helyezték végső nyugalomra.

## Magánélete
Házastársa Wachtel Emil és Linberger Gizella lánya, Erzsébet (1901–1984) volt, akit 1927. április 14-én a romániai Lugoson vett nőül.

## Díjai, elismerései
- Magyar Munka Érdemrend ezüst fokozata (1949)
- Munka Érdemrend (1959)
- Munka Érdemrend arany fokozata (1968)